# Fulton River District
Le Fulton River District est un quartier de Chicago en Illinois aux États-Unis. Il est situé à la limite du centre-ville de Chicago, au nord-ouest du secteur communautaire du Loop.

## Situation
Il est délimité par la rivière Chicago à l'est, la Kennedy Expressway à l'ouest, Ohio Street au nord et Madison Street au sud. Ainsi, il fait partie des secteurs de Near West Side et de West Town de la ville de Chicago.